# Kurt Ruths
Kurt Ruths (* 22. Februar 1927 in Frankfurt am Main; † 9. August 1997) war ein deutscher Chemiker und Unternehmer.

## Leben
Kurt Ruths wurde 1927 in Frankfurt als Sohn von Heinrich Ruths und Lisa Katharina Horter geboren. Er ging auf die Volksschule in Frankfurt und besuchte dort ab 1937 für zwei Jahre die Falk-Mittelschule. Nach der 6. Klasse wechselte er auf das Frankfurter Liebig-Gymnasium. Von Februar 1943 bis August 1944 wurde er als Luftwaffenhelfer eingesetzt. Im September 1944 erhielt er die Einberufung zur Wehrmacht. Nach dem Kriegsdienst im Zweiten Weltkrieg und einer halbjährigen Gefangenschaft in Bad Kreuznach besuchte er einen Abiturkurs für Kriegsteilnehmer und legte am 19. Juni 1946 die Reifeprüfung ab. Ab dem Wintersemester 1946/47 studierte er Chemie an der Johann Wolfgang Goethe-Universität Frankfurt am Main. Im ersten Semester musste er für die Universität Frankfurt an zwei Tagen eine Wiederaufbauleistung in der Beseitigung von Trümmern erbringen. Die Diplomprüfung schloss er im Wintersemester 1952/53 ab. 1954 promovierte Kurt Ruths bei P. Royen und A. Magnus mit einer Arbeit zum Thema: Untersuchungen über den Zustand und Größe der Oberflächen von Eisen(III)-oxyd und Nickel(II)-oxyd und ihrer Veränderungen bei der Sinterung und Reduktion.
Seine erste Anstellung war in der Forschungs- und Entwicklungsabteilung der Farbwerke Hoechst AG. Hier beschäftigte er sich insbesondere mit Fragen der betriebs- und großtechnischen Entwicklung. Rudolf Braas, der Gründer der gleichnamigen 1953 gegründeten Firma Braas & Co GmbH, holte seinen Schwiegersohn Kurt Ruths 1959 als Leiter der Produktion in das Unternehmen. Zu diesem Zeitpunkt umfasste das Unternehmen lediglich die Dachsteinwerke Heusenstamm, Monheim und Stemwarde, es beschäftigte bei einem Umsatz von 20 Mio. DM ca. 500 Mitarbeiter.
Kurt Ruths kam in einer Zeit zu Braas, in der das Unternehmen eine stürmische Pionier- und Wachstumsphase durchlief. Ruths hatte als Leiter des technologischen Bereichs einen maßgeblichen Anteil an dieser Entwicklung.
1964 wurde Kurt Ruths als Mitglied der Geschäftsleitung zum Geschäftsführer Technik bestellt. In dieser Funktion betrieb er ab 1970 die Ausweitung der Braas-Angebotspalette insbesondere um Kunststoffe für das Bauwesen. Nach dem Ausscheiden von Rudolf H. Braas aus dem Unternehmen wurde Kurt Ruths im Januar 1975 zum Sprecher der Geschäftsleitung ernannt. Außerdem war er seit Mitte 1975 Mitglied des Boards der britischen Hauptgesellschafterin Redland Plc. Ruths hat durch seine bescheidene und menschliche Art sowie seinen teamorientierten Führungsstil die Unternehmenskultur von Braas als beispielgebendes Vorbild nachhaltig geprägt.
In seiner neuen Rolle als Sprecher der Geschäftsleitung stand Kurt Ruths vor großen Herausforderungen: im Nachkriegsdeutschland halbierte sich das Neubauvolumen und der Wettbewerb verschärfte sich aufgrund des Markteintritts von neuen Anbietern. Auch in diesem Umfeld konnte das Unternehmen während der zwölfjährigen Amtszeit von Ruths an der Spitze des Unternehmens sein Geschäftsvolumen real um ein Drittel ausbauen, die Umsatzrendite weiter erhöhen und die Zahl der Arbeitsplätze durch die Expansion weltweit von 4.000 auf 5.000 erhöhen.
Ruths hat das Wachstum des Unternehmens zunächst im westlichen Europa (u. a. Niederlande, Österreich, Dänemark und Italien) vorangetrieben. Doch bereits in den 1980er Jahren war die Firmengruppe auch in Osteuropa tätig. So wurde schon 1985 ein Dachsteinwerk in der Volksrepublik Ungarn eröffnet und damit ein wichtiger Grundstein für die Expansion der Gruppe nach dem Fall des Eisernen Vorhangs in den 90er Jahren gelegt. Neben der regionalen Diversifikation wurde das Geschäft mit neuen innovativen Kunststoffprodukten, insbesondere für das Dach, auch sektoral stark ausgebaut.
1987 schied Kurt Ruths altersbedingt aus dem aktiven Dienst aus und übernahm den Vorsitz des Aufsichtsrats von Braas, den er bis 1992 innehatte. Nachfolger als Vorsitzender der Geschäftsleitung wurde N. Erich Gerlach, mit dem Kurt Ruths bereits seit 1967 eng zusammengearbeitet hatte.
Aus der von Kurt Ruths geführten Firma Braas ist inzwischen ein Weltmarktführer für Dachbaustoffe für das Geneigte Dach sowie Schornsteinsysteme, die heutige Braas Monier Building Group geworden.
Kurt Ruths war seit November 1954 mit Anna Ruths geb. Braas verheiratet. Aus der Ehe sind der Sohn Harald (* 1957) und die Tochter Andrea (* 1962) hervorgegangen.

## Ehrungen
Aus Anlass des Ausscheidens von Kurth Ruths aus der Braas-Geschäftsführung hat das Unternehmen im Februar 1987 an der Technischen Universität Darmstadt den „Kurth-Ruths-Preis“ gestiftet. Der Vorsitzende des Braas-Aufsichtsrats, Sir Colin Corness, Chairman und CEO der Mehrheitsgesellschafterin Redland Plc., hat Kurt Ruths die Stiftungsurkunde mit den folgenden Worten übergeben: „Um Ihre hervorragenden Führungsqualitäten und insbesondere Ihren technischen Verdiensten zu gedenken, haben die Gesellschafter und die Geschäftsleitung gemeinsam beschlossen, in Ihrem Namen einen jährlich an der Technischen Universität Darmstadt zu vergebenden Preis auszuloben“. In seiner für ihn typischen humorvollen Art antwortete Kurt Ruths: „Spätestens mit meinem Eintritt bei Braas bin ich aus dem Rennen um den Nobelpreis ausgeschieden, aber jetzt im Ernst, dieser Preis ist ein wirklich sehr honoriges Äquivalent“. Mit dem Kurt-Ruths-Preis werden jährlich herausragende Abschlussarbeiten in den Fachbereichen Chemie, Bauingenieurwesen oder Architektur mit einem Preisgeld von zuletzt 20.000 Euro ausgezeichnet.
Nach mehreren Wechseln der Gesellschafter der früheren Braas-Gruppe hat das Unternehmen diese Stiftung nicht mehr weitergeführt. Es ist der Familie Ruths, insbesondere den Kindern von Kurt Ruths zu verdanken, dass sie die Verpflichtung für die Stiftung übernommen hat und damit der Preis auch weiterhin vergeben werden kann.